# Myopa longipilis
Myopa longipilis är en tvåvingeart som beskrevs av Banks 1916. Myopa longipilis ingår i släktet Myopa och familjen stekelflugor. Inga underarter finns listade i Catalogue of Life.